# La Mézière

La Mézière este o comună în departamentul Ille-et-Vilaine, Franța. În 1 ianuarie 2022 avea o populație de 4.935 de locuitori.